# Mannschaftskader der I liga (Schach) 1973
Die Liste der Mannschaftskader der I liga (Schach) 1973 enthält alle Spieler, die in der I liga der polnischen Mannschaftsmeisterschaft im Schach 1973 mindestens einmal eingesetzt wurden, mit ihren Ergebnissen.

## Allgemeines
Während Start Katowice, Lech Poznań und Hutnik Nowa Huta mit je sieben eingesetzten Spielern auskamen, spielten bei Maraton Warszawa, Start Lublin, Legion Warszawa, Start Łódź und Łączność Bydgoszcz je neun Spieler mindestens eine Partie. Insgesamt kamen 98 Spieler zum Einsatz, von 40 keinen Wettkampf versäumten.
Punktbester Spieler war Andrzej Adamski (Maraton Warszawa) mit 8,5 Punkten aus 11 Partien. Ryszard Bernard (Lech Poznań) erreichte 8 Punkte aus 11 Partien, Krystyna Radzikowska (Start Katowice) Bożena Pytel (Start Lublin), Tadeusz Żółtek (Anilana Łódź), Ignacy Nowak (Lech Poznań), Zbigniew Księski (Avia Świdnik), Wiktor Matkowski (Start Łódź) und Grzegorz Chrapkowski (Łączność Bydgoszcz) je 7,5 Punkte aus 11 Partien. Mit Edward Turczynowicz (Łączność Bydgoszcz) und Marian Ziembiński (Maraton Warszawa) erreichten zwei Spieler 100 %, wobei Turczynowicz zwei Partien spielte, Ziembiński eine.

## Legende
Die nachstehenden Tabellen enthalten folgende Informationen:
- Nr.: Ranglistennummer; ein zusätzliches „W“ bezeichnet Frauen
- Titel: FIDE-Titel zum Zeitpunkt des Turniers; IM = Internationaler Meister, WIM = Internationale Meisterin der Frauen
- Elo: Elo-Zahl vom 1. Juli 1973; bei Spielern ohne Elo-Zahl ist die nationale Wertung eingeklammert angegeben
- Pkt.: Anzahl der erreichten Punkte
- Partien: Anzahl der gespielten Partien

## KS Maraton Warszawa
| Nr. | Titel | Name                     | Elo    | Pkt. | Partien |
| --- | ----- | ------------------------ | ------ | ---- | ------- |
| 1   | IM    | Włodzimierz Schmidt      | 2455   | 7    | 11      |
| 2   |       | Aleksander Sznapik       | 2345   | 4    | 9       |
| 3   | IM    | Romuald Grąbczewski      | 2420   | 5    | 9       |
| 4   |       | Stefan Witkowski         | 2335   | 3    | 6       |
| 5   |       | Andrzej Adamski          | (2200) | 8,5  | 11      |
| 6   |       | Roman Dworzyński         | (2118) | 3,5  | 5       |
| 7   |       | Wojciech Ehrenfeucht     | (2090) | 2    | 3       |
| 8   |       | Marian Ziembiński        | (2149) | 1    | 1       |
| W1  |       | Elżbieta Kowalska-Lipska | 2000   | 7    | 11      |

## KS Start Katowice
| Nr. | Titel | Name                 | Elo    | Pkt. | Partien |
| --- | ----- | -------------------- | ------ | ---- | ------- |
| 1   |       | Jacek Bielczyk       | (2217) | 7    | 11      |
| 2   |       | Karol Pinkas         | 2330   | 4    | 10      |
| 3   |       | Henryk Śliwiński     | (2194) | 6,5  | 11      |
| 4   |       | Adam Dzięciołowski   | (2193) | 4,5  | 10      |
| 5   |       | Wiktor Balcarek      | (2076) | 4,5  | 8       |
| 6   |       | Jan Widera           | (1900) | 3,5  | 5       |
| W1  | WIM   | Krystyna Radzikowska | 2160   | 7,5  | 11      |

## MKS Start Lublin
| Nr. | Titel | Name                 | Elo    | Pkt. | Partien |
| --- | ----- | -------------------- | ------ | ---- | ------- |
| 1   |       | Krzysztof Pytel      | 2390   | 6    | 11      |
| 2   |       | Zbigniew Jamroz      | 2260   | 0    | 1       |
| 3   |       | Krzysztof Zakrzewski | (2160) | 0    | 1       |
| 4   |       | Sławomir Wach        | (2155) | 5,5  | 11      |
| 5   |       | Henryk Dobosz        | (2131) | 6,5  | 11      |
| 6   |       | Zdzisław Wojcieszyn  | (2019) | 4    | 10      |
| 7   |       | Zenon Gosek          | (1900) | 0    | 3       |
| 8   |       | Jerzy Kraśkiewicz    | (1700) | 5    | 7       |
| W1  |       | Bożena Pytel         | 2010   | 7,5  | 11      |

## KS Anilana Łódź
| Nr. | Titel | Name               | Elo    | Pkt. | Partien |
| --- | ----- | ------------------ | ------ | ---- | ------- |
| 1   |       | Witold Balcerowski | 2365   | 5,5  | 11      |
| 2   |       | Tadeusz Żółtek     | 2370   | 7,5  | 11      |
| 3   |       | Jan Łachut         | (2075) | 6    | 11      |
| 4   |       | Waldemar Świć      | (2083) | 3    | 9       |
| 5   |       | Romuald Grzelak    | (2032) | 1,5  | 5       |
| 6   |       | Andrzej Najdekier  | (1967) | 4,5  | 8       |
| W1  |       | Grażyna Szmacińska | (1600) | 6    | 10      |
| W2  |       | Wanda Żółtek       | (1738) | 0    | 1       |

## KKS Lech Poznań
| Nr. | Titel | Name                     | Elo    | Pkt. | Partien |
| --- | ----- | ------------------------ | ------ | ---- | ------- |
| 1   | IM    | Zbigniew Doda            | 2405   | 6,5  | 11      |
| 2   |       | Ryszard Bernard          | 2310   | 8    | 11      |
| 3   |       | Bogdan Pietrusiak        | 2300   | 7    | 11      |
| 4   |       | Ignacy Nowak             | 2275   | 7,5  | 11      |
| 5   |       | Bolesław Rożański        | (1968) | 0,5  | 4       |
| 6   |       | Mieczysław Sobierajewicz | (1900) | 2    | 7       |
| W1  |       | Kamila Dembecka          | (1859) | 6    | 11      |

## FKS Avia Świdnik
| Nr. | Titel | Name               | Elo    | Pkt. | Partien |
| --- | ----- | ------------------ | ------ | ---- | ------- |
| 1   | IM    | Andrzej Sydor      | 2375   | 4    | 10      |
| 2   |       | Zbigniew Szymczak  | (2131) | 6    | 11      |
| 3   |       | Tadeusz Lipski     | (2045) | 6    | 11      |
| 4   |       | Zbigniew Księski   | (1900) | 7,5  | 11      |
| 5   |       | Tomasz Murat       | (2038) | 3    | 11      |
| 6   |       | Zdzisław Marciniak | (1900) | 0    | 1       |
| W1  |       | Anna Jurczyńska    | 2080   | 3    | 5       |
| W2  |       | Irena Kasprzyk     | 2120   | 4    | 6       |

## SKS Start Łódź
| Nr. | Titel | Name               | Elo    | Pkt. | Partien |
| --- | ----- | ------------------ | ------ | ---- | ------- |
| 1   |       | Andrzej Łuczak     | (2273) | 7    | 11      |
| 2   |       | Wiktor Matkowski   | (2181) | 7,5  | 11      |
| 3   |       | Horst Podolski     | (2129) | 3,5  | 9       |
| 4   |       | Jan Gadaliński     | (2118) | 6    | 8       |
| 5   |       | Ryszard Zgorzelski | (2044) | 3    | 6       |
| 6   |       | Bogdan Redlich     | (2084) | 2    | 6       |
| 7   |       | Andrzej Rosiak     | (1900) | 3    | 4       |
| W1  |       | Anna Hellwig       | 1980   | 0,5  | 5       |
| W2  |       | Lucyna Krawcewicz  | (1600) | 2    | 6       |

## WKSz Legion Warszawa
| Nr. | Titel | Name                  | Elo    | Pkt. | Partien |
| --- | ----- | --------------------- | ------ | ---- | ------- |
| 1   |       | Jan Adamski           | 2410   | 5    | 11      |
| 2   |       | Andrzej Filipowicz    | 2420   | 5    | 11      |
| 3   |       | Rafał Marszałek       | 2350   | 2,5  | 6       |
| 4   |       | Janusz Szukszta       | (2190) | 4,5  | 9       |
| 5   |       | Marek Fijałkowski     | (2120) | 6,5  | 11      |
| 6   |       | Tomasz Pawłowski      | (1900) | 1    | 6       |
| 7   |       | Leon Tomaszewicz      | (1954) | 0    | 1       |
| W1  | WIM   | Mirosława Litmanowicz | 2110   | 6    | 10      |
| W2  |       | Hanna Bartczak        | (1400) | 0    | 1       |

## KS Hutnik Nowa Huta
| Nr. | Titel | Name                | Elo    | Pkt. | Partien |
| --- | ----- | ------------------- | ------ | ---- | ------- |
| 1   | IM    | Jerzy Kostro        | 2385   | 6,5  | 11      |
| 2   |       | Ryszard Gąsiorowski | (2221) | 6    | 11      |
| 3   |       | Jerzy Konikowski    | (2229) | 6,5  | 11      |
| 4   |       | Stanisław Porębski  | (2039) | 4    | 8       |
| 5   |       | Marek Rogalewicz    | (1900) | 5,5  | 10      |
| 6   |       | Józef Lesiak        | (1900) | 1    | 4       |
| W1  |       | Sylwia Konikowska   | (1400) | 4    | 11      |

## KS Łączność Bydgoszcz
| Nr. | Titel | Name                 | Elo    | Pkt. | Partien |
| --- | ----- | -------------------- | ------ | ---- | ------- |
| 1   |       | Andrzej Maciejewski  | 2470   | 4,5  | 11      |
| 2   |       | Jerzy Pokojowczyk    | 2310   | 5    | 11      |
| 3   |       | Julian Gralka        | (2109) | 6    | 11      |
| 4   |       | Waldemar Jagodziński | (2101) | 0,5  | 6       |
| 5   |       | Grzegorz Chrapkowski | (2100) | 7,5  | 11      |
| 6   |       | Edward Wiśniewski    | (2002) | 1,5  | 3       |
| 7   |       | Edward Turczynowicz  | (1900) | 2    | 2       |
| W1  |       | Lidia Turczynowicz   | (1727) | 3    | 9       |
| W2  |       | Hanna Jagodzińska    | (1400) | 0,5  | 2       |

## GKS Dąb Katowice
| Nr. | Titel | Name                   | Elo    | Pkt. | Partien |
| --- | ----- | ---------------------- | ------ | ---- | ------- |
| 1   |       | Henryk Fronczek        | (2230) | 3    | 11      |
| 2   |       | Stanisław Kornasiewicz | (2248) | 4    | 7       |
| 3   |       | Emil Olej              | (2059) | 4    | 11      |
| 4   |       | Jerzy Pilot            | (2033) | 1    | 9       |
| 5   |       | Henryk Bucziński       | (2055) | 6    | 10      |
| 6   |       | Andrzej Waniek         | (1900) | 2,5  | 7       |
| W1  |       | Krystyna Cichecka      | (1812) | 3    | 8       |
| W2  |       | Lidia Śmiglak          | (1400) | 1    | 3       |

## KKS Hetman Wrocław
| Nr. | Titel | Name                  | Elo    | Pkt. | Partien |
| --- | ----- | --------------------- | ------ | ---- | ------- |
| 1   |       | Benedykt Serwiński    | (2179) | 4    | 11      |
| 2   |       | Marian Kwieciński     | (1937) | 0,5  | 5       |
| 3   |       | Ryszard Grossmann     | (2100) | 2    | 10      |
| 4   |       | Czesław Błaszczak     | (2089) | 2,5  | 9       |
| 5   |       | Tadeusz Drelinkiewicz | (2001) | 6    | 11      |
| 6   |       | Roman Grubiak         | (1900) | 0,5  | 1       |
| 7   |       | Franciszek Borkowski  | (1900) | 4    | 8       |
| W1  |       | Apolonia Litwińska    | (1855) | 5    | 11      |